# デソーターMk.II

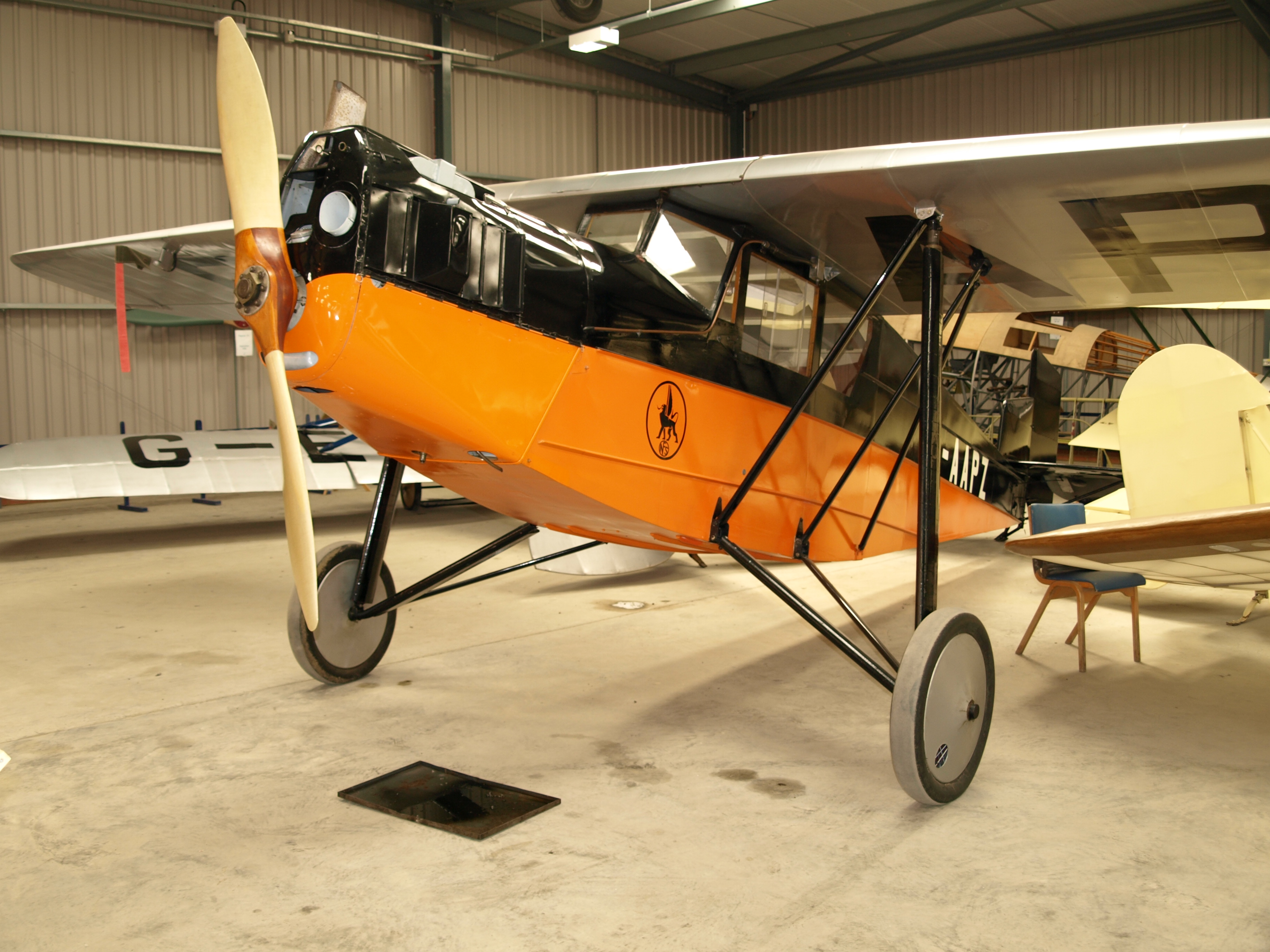
Shuttleworth CollectionのDesoutter Mk.I

デソーターMk.II（Desoutter Mk.II）はイギリスの単葉観測機である。ロンドンのクロイドン飛行場にあったデソーター飛行機会社で製作された。
1920年代の後半、イギリスの有名なパイロット、Marcel Desoutter（フランス移民の息子でフランス読みではマルセル・デスーテ）はデソーター飛行機会社を設立し、オランダのコールホーフェン FK41のライセンス生産を計画した。FK41は近代的な設計が注目されていた。ライセンス契約を得て、クロイドン飛行場の ADC Aircraft factoryの跡地で組み立てが準備された。
オランダで製造されたF.K.41の2機目の機体（登録記号 G-AAGC）は1929年7月にデソーター・ドルフィンの名前で展示された。ドルフィンの名前は使われなくなり、デソーターと呼ばれるようになり、翌年デソーター Iとなった。National Flying Services Ltdは大量発注を行い19機が引き渡された。これらの飛行機は黒と鮮やかなオレンジで塗装され、各地のイギリスの飛行クラブで訓練や観光飛行などにもちいられた。1930年にはニュージーランドから注文を受け、オーストラリアのシドニーまで飛行し、ニュージーランドまで船に運ばれた。1930年に発展型のデソータIIが作られた。デ・ハビランド ジプシーIIIエンジンに換装され、エルロンと尾翼、ブレーキは改造された。
28機の Mk.Iと13機の Mk.II、合計41機がクロイドン飛行場で製造した。オランダで製造されたFK41は6機に過ぎなかった。
ニュージーランドでは1931年にニュージーランド初の民間航空事故を起こしたことで知られる。ヘイスティングとギズボーンの間を日に3往復するドミニオン航空のZK-ACAが事故を起こし、3人の乗客が死亡した。オーストリアではフリンダース島までの定期飛行に用いられ、その機体はクィーン・ビクトリア博物館に展示されている。その他の3機の Mk.IIがオーストラリアで用いられた。
デンマーク航空協会（Danish Air Society ：Det Danske Luftfartselskab）が1931年にMk.IIを購入し、1934年にこの機体（OY-DOD）は航空士官のMichael Hansenに売却された。一時、Nordisk Luftrafik companyやNordjysk Aero Serviceの所有となったが、1938年に Michael Hansenが再び購入し、ケープタウンまでの飛行や、マックロバートソン・エアレースの参加に用いた。マックロバートソン・エアレースが、イギリスからメルボルンまでを129時間47分で飛行し、ハンディキャップ部門の7位の成績を収めた。
ソビエト連邦とフィンランドの間の冬戦争の間に、デンマーク赤十字社はフィンランドで用いる救急用の飛行機を購入する資金を集め、Mk.II（OY-DOD）が購入され、フィンランドに寄贈された。Michael Hansenの操縦で1941年10月28日にヘルシンキに到着した。Mk.IIはフィンランド空軍と赤十字で1944年11月14日まで、観測機、救急機として使用された。戦後は航空機製造のKarhumaki兄弟に売却され、さらにTorsti TallgrenとArmas Jylhaに売却され、補修され1947年にOH-TJAとして再登録されたが、12月4日、タンペレ近くで墜落した。製造された41機のうち3機がイギリス、オーストラリアで保存されていて、2機は飛行可能な状態で保存されている。

## 型式と生産数
- コールホーフェン F.K.41 - 原型機、6機製造
- デソーター Mk.I - イギリス製ライセンス製造機、Cirrus Hermes エンジン使用。28機製造。
- デソーター Mk.II Sports Coupe -  Mk.I の改良型。13機製造。